# Kate Sheppard

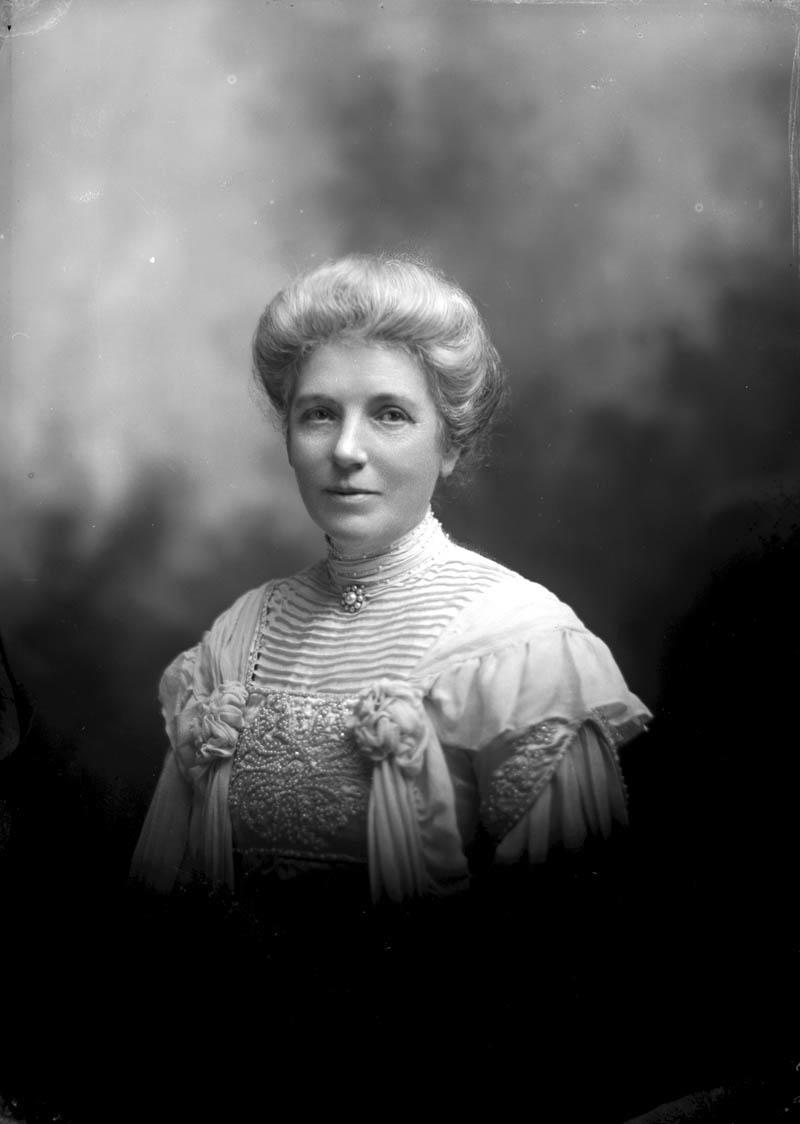
Kate Sheppard in 1905

Catherine (Kate) Wilson Sheppard-Malcolm (Liverpool, 10 maart 1847 - Christchurch, 13 juli 1934) was een Nieuw-Zeelandse suffragette. Ze speelde een belangrijke rol in de invoering van het vrouwenkiesrecht dat in 1893 in dat land werd ingevoerd. Sheppard staat afgebeeld op het bankbiljet van tien Nieuw-Zeelandse dollar.

## Levensloop
Sheppard - haar geboortenaam was Malcolm - werd geboren in Engeland. Haar vader overleed toen ze 15 jaar oud was. Na de dood van haar vader woonde ze bij haar oom, een dominee in de Vrije Schotse Kerk. Via hem kwam ze in aanraking met het christensocialisme. Haar zus emigreerde in 1863 met haar partner naar Nieuw-Zeeland. Hun optimistische verhalen deden de moeder van Sheppard besluiten om het voorbeeld van haar dochter te volgen en emigreerde samen met haar gezin naar Nieuw-Zeeland.
In Christchurch leerde Kate Malcolm Allen Sheppard, een lokale winkeleigenaar, kennen. Zij trouwden in 1871 en kregen negen jaar later een zoon. Sheppard zette zich zeer actief in voor de kerk. In 1885 bezocht de Amerikaanse Mary Leavitt van de Woman's Christian Temperance Union (WCTU) Nieuw-Zeeland. Sheppard hoorde haar niet alleen spreken over de gevaren van alcoholisme, maar ook over de noodzaak van vrouwen om in het publieke debat gehoord te worden. Kort daarna richtte Sheppard een Nieuw-Zeelandse afdeling van de WTCU op. Zij bleek een goede organisatie en begenadigd spreker en groeide daardoor uit tot het gezicht van de organisatie.
In eerste instantie richtte Sheppard zich met een petitie tot het parlement, waarin werd gevraagd om een verbod voor vrouwen om in een bar te werken en op een verbod op de verkoop van alcohol aan kinderen. Het parlement negeerde de petities. In 1887 haalde de WTCU Julias Vogel over om een wet in te dienen waardoor vrouwen kiesrecht zouden krijgen. De werd wet echter met een tegenstem te veel verworpen. In de jaren daarna ging Sheppard door met het beïnvloeden van de publieke opinie. Verschillende pogingen om het vrouwenkiesrecht in te voeren mislukten, maar in 1893 werd de wet aangenomen. Verschillende mannelijke parlementariërs waren afwezig omdat zij vreesden bij een voorstem veel conservatieve kiezers tegen zich in het harnas te jagen en bij een tegenstem juist in de toekomst niet te kunnen rekenen op de stem van het vrouwelijke deel van de bevolking.
Sheppard bleef zich daarna inzetten voor de rechten van vrouwen. Zij vond dat vrouwen economisch zelfstandig moesten zijn. In 1892 was zij een van de eerste vrouwen die zelfstandig door Christchurch fietste. Zij hield zich echter niet uitsluitend bezig met vrouwenrechten. Sheppard maakte zich bijvoorbeeld ook hard voor de invoering van het bindend referendum en een evenredige vertegenwoordiging in het parlement.
Haar huwelijk leed wel onder haar activiteiten. Sheppards man verhuisde in 1902 samen met hun zoon naar Engeland. Sheppard legde in 1903 al haar taken neer en reisde hen achterna. Haar gezondheid ging ook achteruit waardoor ze minder energie had. In 1915 overleed haar man. Sheppard trouwde in 1925 met William Sidney Lovell-Smith, wiens vrouw een jaar eerder was overleden. Hun huwelijk duurde tot zijn overlijden in 1928. Sheppard zelf stierf in 1934.